# Maues
Maues (greco: Μαυου, Mauou; fl. I secolo a.C.) è stato un sovrano indo-scita che regnò tra l'85 e il 60 a.C. e che invase i territori del Regno indo-greco nel moderno Pakistan.

## Cronologia
L'esatta collocazione cronologica di Maues non è certa, ma il primo quarto del I secolo a.C. sembra la più probabile. Esistono alcune iscrizioni datate che menzionano Maues. Da Taxila proviene una tavoletta di rame di un certo Patika, riguardante le reliquie di Buddha. Questa iscrizione è datata all'anno 78, quinto giorno del mese macedone Panemos, e nomina il "Grande Re", il "grande Moga". La datazione è problematica, poiché non è certo a quale epoca si riferisca. Spesso si ipotizza che si tratti di un'epoca fondata da Maues, ma è attestata solo qui.  Inoltre, l'identificazione di Maues (nelle iscrizioni greche) con il Moga dell'iscrizione sulla lastra di rame (a Kharoshthi) non è del tutto indiscussa nelle ricerche. Altre iscrizioni datate di Maues riportano le date 58, 60 e 68. Maues ha sovrastampato le monete di alcuni altri sovrani. Tra queste spiccano le monete del re indo-greco Apollodoto II, che probabilmente fu il predecessore di Maues a Taxila.

## Biografia
L'ascesa al potere di Maues non è ancora stata chiarita con certezza. I siti e le zecche delle sue monete danno almeno un'indicazione del suo dominio, che comprendeva l'Hazara, il Kashmir, il Gandhara con la sua capitale Taxila e parti dell'Afghanistan. Si può supporre che abbia conquistato parti dell'Impero indo-greco e che abbia condotto una politica aggressiva di conquista. Tra le sue conquiste andrebbero menzionate le città di Taxila e di Pushkalavati. Durante il suo regno i Sakas estendono il loro potere fino a Mathura.
Tuttavia, gli eventi rimangono in gran parte all'oscuro. I tentativi di ricostruzione si basano in gran parte sulle monete.
Non si sa con precisione quando e in quali circostanze Maues e il suo seguito arrivarono in India, ma l'espulsione dei popoli sciti (Saka/Sai) dall'Asia centrale è menzionata nello Han Shu, dove la causa è il loro scontro con i Ta Yüeh-chih, anch'essi sottoposti a una migrazione forzata. Si legge che "quando i Ta Yüeh-chih si rivolsero a ovest, sconfissero ed espulsero il re dei Sai, questi ultimi si spostarono a sud e attraversarono il Valico Sospeso". 
Che questa via (dal Pamir alla valle del Gilgit) fosse utilizzata all'epoca di Maues è confermato dal ritrovamento di iscrizioni nell'area di Chilas/Gilgit che riportano il suo nome.

## Monetazione

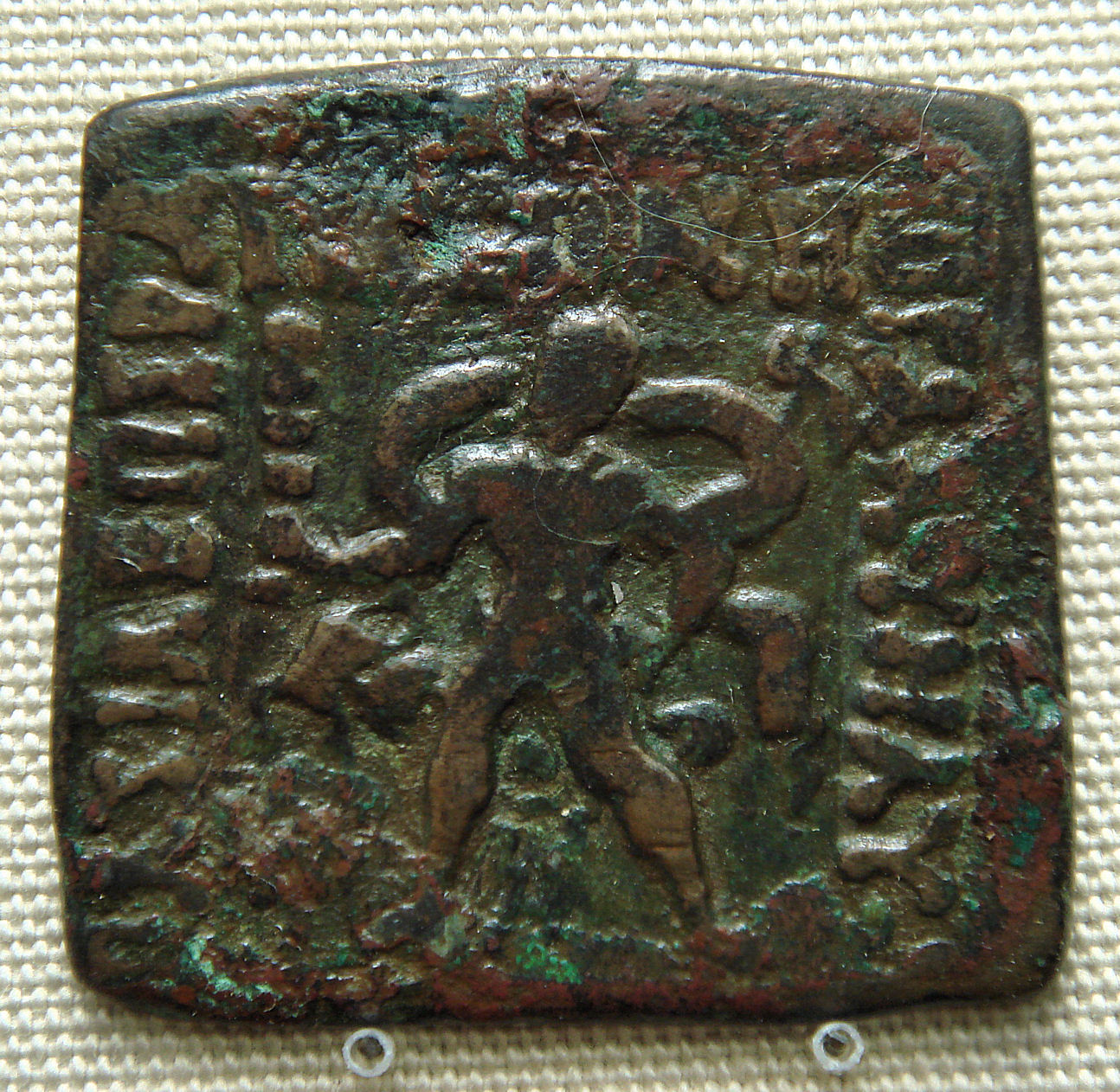
Moneta di Maues raffigurante Balarāma

Secondo la monetazione, Taxila potrebbe essere stata la sua capitale. Potrebbe aver preso il titolo di Re dei Re direttamente dai Parti. Il titolo è attestato sulle sue monete successive. Si è quindi ipotizzato che fosse di origine partica. I nomi e le divinità (per lo più greche) presenti sulle monete indicano una politica matrimoniale con gli indo-greci. Ad esempio, su alcune monete compare una donna di nome Machene, forse originaria di Taxila. La sua posizione è controversa: nella maggior parte dei casi è considerata la moglie di Maues, mentre altri la considerano sua madre. Il re Artemidoro si riferisce a se stesso su alcune monete come al figlio di Maues. Potrebbe essere stato un figlio naturale o un vassallo. Prima che queste monete di Artemidoro diventassero note, quest'ultimo è stato generalmente considerato un re indo-greco.